# Laurent Mars
Laurent Mars (19 augustus 1985) is een Belgisch wielrenner die anno 2010 uitkomt voor Verandas Willems.
Hij won tot op heden enkel 3 kermiskoersen, maar reed in 2010 een verdienstelijke Ronde van Burkina Faso, hij behaalde diverse ereplaatsen en wist de 5e etappe te winnen.

## Overwinningen
2009
- Kermiskoers van Senonchamps
- Kermiskoers van Rossignol

2010
- Kermiskoers van Attert
- 5e etappe Ronde van Burkina Faso

## Grote rondes
Geen